# UEFA Champions League 2008/09/FC Barcelona

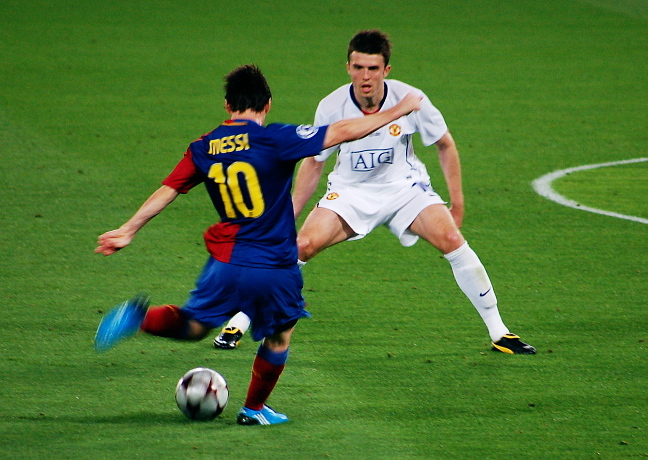
Lionel Messi gegen Michael Carrick

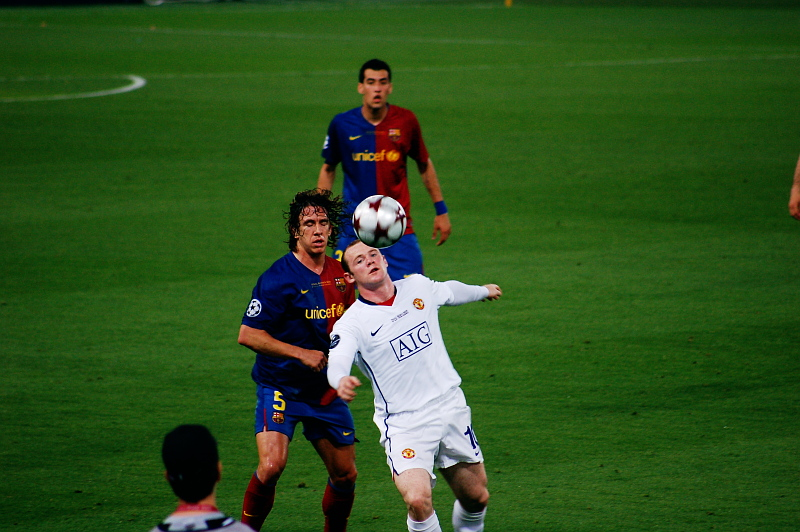
Spielszene aus dem Finale in Rom

Der nachstehende Artikel behandelt die Spielstatistiken der Champions-League-Spiele des späteren Siegers FC Barcelona aus der Saison 2008/09. 

## Dritte Qualifikationsrunde
Als Drittplatzierter der Primera División 2007/08 musste sich der FC Barcelona zunächst in der 3. Qualifikationsrunde zur UEFA Champions League gegen den polnischen Meister Wisła Krakau durchsetzen. 

### FC Barcelona – Wisła Krakau 4:0 (2:0)
| FC Barcelona                                                   | FC Barcelona | Wisła Krakau | Wisła Krakau |
| -------------------------------------------------------------- | --- | --- | ------------ |
| FC Barcelona                                                   | \| 3. Qualifikationsrunde, Hinspiel \| \| Dienstag, 13. August 2008 um 22:00 Uhr in Barcelona (Camp Nou) \| \| Zuschauer: 56.786 \| \| Schiedsrichter: Claudio Circhetta ( Italien) \|                               | \| 3. Qualifikationsrunde, Hinspiel \| \| Dienstag, 13. August 2008 um 22:00 Uhr in Barcelona (Camp Nou) \| \| Zuschauer: 56.786 \| \| Schiedsrichter: Claudio Circhetta ( Italien) \|                                                                                       | Wisła Krakau |
| FC Barcelona                                                   | Víctor Valdés – Dani Alves (76. Gerard Piqué), Rafael Márquez, Carles Puyol , Éric Abidal – Xavi, Seydou Keita, Andrés Iniesta – Pedro, Samuel Eto’o, Thierry Henry (84. Aljaksandr Hleb) Cheftrainer: Pep Guardiola | Mariusz Pawełek – Cléber, Marcin Baszczyński , Tomáš Jirsák (46. Grzegorz Kmiecik), Júnior Díaz – Mauro Cantoro, Radosław Sobolewski, Piotr Brożek, Wojciech Łobodziński (84. Artur Rado) – Rafał Boguski (67. Andrzej Niedzielan) – Paweł Brożek Cheftrainer: Maciej Skorza | Wisła Krakau |
| FC Barcelona                                                   | 1:0 Eto’o (17.) 2:0 Xavi (24.) 3:0 Henry (49.) 4:0 Eto’o (83.) | | Wisła Krakau |
| FC Barcelona                                                   | Cantoro (15.) | | Wisła Krakau |
| 3. Qualifikationsrunde, Hinspiel                               | | |              |
| Dienstag, 13. August 2008 um 22:00 Uhr in Barcelona (Camp Nou) | | |              |
| Zuschauer: 56.786                                              | | |              |
| Schiedsrichter: Claudio Circhetta ( Italien)                   | | |              |

### Wisła Krakau – FC Barcelona 1:0 (0:0)
| Wisła Krakau                                                             | Wisła Krakau | FC Barcelona | FC Barcelona |
| ------------------------------------------------------------------------ | --- | --- | ------------ |
| Wisła Krakau                                                             | \| 3. Qualifikationsrunde, Rückspiel \| \| Dienstag, 26. August 2008 um 20:45 Uhr in Krakau (Henryk-Reyman-Stadion) \| \| Zuschauer: 14.500 (ausverkauft) \| \| Schiedsrichter: Ľuboš Micheľ ( Slowakei) \|                                                                  | \| 3. Qualifikationsrunde, Rückspiel \| \| Dienstag, 26. August 2008 um 20:45 Uhr in Krakau (Henryk-Reyman-Stadion) \| \| Zuschauer: 14.500 (ausverkauft) \| \| Schiedsrichter: Ľuboš Micheľ ( Slowakei) \|                             | FC Barcelona |
| Wisła Krakau                                                             | Mariusz Pawełek – Cléber, Marcin Baszczyński , Peter Šinglár, Júnior Díaz – Marek Zieńczuk (90. Tomasz Dawidowski), Tomáš Jirsák, Piotr Brożek, Wojciech Łobodziński (82. Patryk Małecki) – Rafał Boguski (68. Andrzej Niedzielan) – Paweł Brożek Cheftrainer: Maciej Skorza | Víctor Valdés – Dani Alves, Gerard Piqué, Carles Puyol , Éric Abidal – Xavi (57. Eiður Guðjohnsen), Yaya Touré, Seydou Keita – Thierry Henry, Samuel Eto’o (75. Bojan), Andrés Iniesta (66. Aljaksandr Hleb) Cheftrainer: Pep Guardiola | FC Barcelona |
| Wisła Krakau                                                             | 1:0 Cléber (52.) | | FC Barcelona |
| Wisła Krakau                                                             | Pi. Brożek (45.+1'), Boguski (53.) | Henry (90.+1') | FC Barcelona |
| 3. Qualifikationsrunde, Rückspiel                                        | | |              |
| Dienstag, 26. August 2008 um 20:45 Uhr in Krakau (Henryk-Reyman-Stadion) | | |              |
| Zuschauer: 14.500 (ausverkauft)                                          | | |              |
| Schiedsrichter: Ľuboš Micheľ ( Slowakei)                                 | | |              |

## Gruppenphase

### FC Barcelona – Sporting Lissabon 3:1 (1:0)
| FC Barcelona                                                      | FC Barcelona | Sporting Lissabon | Sporting Lissabon |
| ----------------------------------------------------------------- | --- | --- | ----------------- |
| FC Barcelona                                                      | \| 1. Gruppenspiel \| \| Dienstag, 16. September 2008 um 20:45 Uhr in Barcelona (Camp Nou) \| \| Zuschauer: 58.354 \| \| Schiedsrichter: Laurent Duhamel ( Frankreich) \| \| Spielbericht \|                                   | \| 1. Gruppenspiel \| \| Dienstag, 16. September 2008 um 20:45 Uhr in Barcelona (Camp Nou) \| \| Zuschauer: 58.354 \| \| Schiedsrichter: Laurent Duhamel ( Frankreich) \| \| Spielbericht \|                                 | Sporting Lissabon |
| FC Barcelona                                                      | Víctor Valdés – Dani Alves, Gerard Piqué, Rafael Márquez, Carles Puyol (89. Sylvinho) – Xavi, Seydou Keita, Andrés Iniesta – Lionel Messi, Samuel Eto’o (66. Yaya Touré), Thierry Henry (75. Pedro) Cheftrainer: Pep Guardiola | Rui Patrício – Abel, Tonel, Ânderson Polga, Marco Caneira (79. Bruno Pereirinha) – João Moutinho – Fábio Rochemback, Marat Ismailow – Leandro Romagnoli (66. Miguel Veloso) – Yannick Djaló, Derlei Cheftrainer: Paulo Bento | Sporting Lissabon |
| FC Barcelona                                                      | 1:0 Márquez (21.) 2:0 Eto’o (60., Foulelfmeter) 3:1 Xavi (87.) | 2:1 Tonel (72.) | Sporting Lissabon |
| FC Barcelona                                                      | Piqué (70.) | Rochemback (86.) | Sporting Lissabon |
| 1. Gruppenspiel                                                   | | |                   |
| Dienstag, 16. September 2008 um 20:45 Uhr in Barcelona (Camp Nou) | | |                   |
| Zuschauer: 58.354                                                 | | |                   |
| Schiedsrichter: Laurent Duhamel ( Frankreich)                     | | |                   |
| Spielbericht                                                      | | |                   |

### Schachtar Donezk – FC Barcelona 1:2 (1:0)
| Schachtar Donezk                                                   | Schachtar Donezk | FC Barcelona | FC Barcelona |
| ------------------------------------------------------------------ | --- | --- | ------------ |
| Schachtar Donezk                                                   | \| 2. Gruppenspiel \| \| Mittwoch, 1. Oktober 2008 um 20:45 Uhr in Donezk (RSK Olimpijskyj) \| \| Zuschauer: 25.300 (ausverkauft) \| \| Schiedsrichter: Howard Webb ( England) \| \| Spielbericht \|                                                                       | \| 2. Gruppenspiel \| \| Mittwoch, 1. Oktober 2008 um 20:45 Uhr in Donezk (RSK Olimpijskyj) \| \| Zuschauer: 25.300 (ausverkauft) \| \| Schiedsrichter: Howard Webb ( England) \| \| Spielbericht \|                                   | FC Barcelona |
| Schachtar Donezk                                                   | Andrij Pjatow – Darijo Srna , Mikola Istschenko, Dmytro Tschyhrynskyj, Wjatscheslaw Schewtschuk – Igor Duljaj (90.+3' Mariusz Lewandowski), Tomáš Hübschman, Fernandinho – Ilsinho (87. Willian), Luiz Adriano (72. Jewhen Selesnjow), Brandão Cheftrainer: Mircea Lucescu | Víctor Valdés – Dani Alves, Gerard Piqué, Rafael Márquez, Carles Puyol – Xavi, Yaya Touré, Seydou Keita (81. Eiður Guðjohnsen) – Thierry Henry (60. Lionel Messi), Samuel Eto’o (74. Bojan), Andrés Iniesta Cheftrainer: Pep Guardiola | FC Barcelona |
| Schachtar Donezk                                                   | 1:0 Ilsinho (44.) | 1:1 Messi (87.) 1:2 Messi (90.+4') | FC Barcelona |
| Schachtar Donezk                                                   | Srna (47.), Fernandinho (58.), Tschyhrynskyj (69.), Brandão (88.) | Xavi (41.), Keita (78.), Márquez (89.), Iniesta (90.+3') | FC Barcelona |
| 2. Gruppenspiel                                                    | | |              |
| Mittwoch, 1. Oktober 2008 um 20:45 Uhr in Donezk (RSK Olimpijskyj) | | |              |
| Zuschauer: 25.300 (ausverkauft)                                    | | |              |
| Schiedsrichter: Howard Webb ( England)                             | | |              |
| Spielbericht                                                       | | |              |

### FC Basel – FC Barcelona 0:5 (0:3)
| FC Basel                                                          | FC Basel | FC Barcelona | FC Barcelona |
| ----------------------------------------------------------------- | --- | --- | ------------ |
| FC Basel                                                          | \| 3. Gruppenspiel \| \| Mittwoch, 22. Oktober 2008 um 20:45 Uhr in Basel (St. Jakob-Park) \| \| Zuschauer: 37.500 (ausverkauft) \| \| Schiedsrichter: Eric Braamhaar ( Niederlande) \| \| Spielbericht \|                                                           | \| 3. Gruppenspiel \| \| Mittwoch, 22. Oktober 2008 um 20:45 Uhr in Basel (St. Jakob-Park) \| \| Zuschauer: 37.500 (ausverkauft) \| \| Schiedsrichter: Eric Braamhaar ( Niederlande) \| \| Spielbericht \|                              | FC Barcelona |
| FC Basel                                                          | Franco Costanzo – Reto Zanni, David Abraham, François Marque, Behrang Safari – Eduardo Rubio (46. Valentin Stocker), Benjamin Huggel, Ivan Ergić, Scott Chipperfield (55. Jürgen Gjasula) – Eren Derdiyok, Marco Streller (71. Eduardo) Cheftrainer: Christian Gross | Víctor Valdés – Dani Alves, Rafael Márquez (53. Martín Cáceres), Carles Puyol , Sylvinho – Xavi (57. Thierry Henry), Yaya Touré (67. Víctor Sánchez), Sergio Busquets – Lionel Messi, Bojan, Aljaksandr Hleb Cheftrainer: Pep Guardiola | FC Barcelona |
| FC Basel                                                          | 0:1 Messi (4.) 0:2 Busquets (15.) 0:3 Bojan (22.) 0:4 Bojan (46.) 0:5 Xavi (48.) | | FC Barcelona |
| FC Basel                                                          | Rubio (43.), Abraham (86.) | | FC Barcelona |
| 3. Gruppenspiel                                                   | | |              |
| Mittwoch, 22. Oktober 2008 um 20:45 Uhr in Basel (St. Jakob-Park) | | |              |
| Zuschauer: 37.500 (ausverkauft)                                   | | |              |
| Schiedsrichter: Eric Braamhaar ( Niederlande)                     | | |              |
| Spielbericht                                                      | | |              |

### FC Barcelona – FC Basel 1:1 (0:0)
| FC Barcelona                                                    | FC Barcelona | FC Basel | FC Basel |
| --------------------------------------------------------------- | --- | --- | -------- |
| FC Barcelona                                                    | \| 4. Gruppenspiel \| \| Dienstag, 4. November 2008 um 20:45 Uhr in Barcelona (Camp Nou) \| \| Zuschauer: 49.479 \| \| Schiedsrichter: Alexandru Tudor ( Rumänien) \| \| Spielbericht \|                                                    | \| 4. Gruppenspiel \| \| Dienstag, 4. November 2008 um 20:45 Uhr in Barcelona (Camp Nou) \| \| Zuschauer: 49.479 \| \| Schiedsrichter: Alexandru Tudor ( Rumänien) \| \| Spielbericht \|                                                                  | FC Basel |
| FC Barcelona                                                    | Víctor Valdés – Carles Puyol , Gerard Piqué, Rafael Márquez, Sylvinho – Víctor Sánchez (60. Xavi), Sergio Busquets, Andrés Iniesta (67. Samuel Eto’o) – Aljaksandr Hleb, Bojan (60. Lionel Messi), Thierry Henry Cheftrainer: Pep Guardiola | Franco Costanzo – Reto Zanni, Beg Ferati, François Marque, Behrang Safari – Benjamin Huggel – Carlitos, Valentin Stocker (83. Marcos Gelabert), Ivan Ergić, Marko Perović (59. Eduardo) – Marco Streller (69. Eren Derdiyok) Cheftrainer: Christian Gross | FC Basel |
| FC Barcelona                                                    | 1:0 Messi (62.) | 1:1 Derdiyok (82.) | FC Basel |
| FC Barcelona                                                    | Costanzo (89.) | | FC Basel |
| 4. Gruppenspiel                                                 | | |          |
| Dienstag, 4. November 2008 um 20:45 Uhr in Barcelona (Camp Nou) | | |          |
| Zuschauer: 49.479                                               | | |          |
| Schiedsrichter: Alexandru Tudor ( Rumänien)                     | | |          |
| Spielbericht                                                    | | |          |

### Sporting Lissabon – FC Barcelona 2:5 (0:2)
| Sporting Lissabon                                                                | Sporting Lissabon | FC Barcelona | FC Barcelona |
| -------------------------------------------------------------------------------- | --- | --- | ------------ |
| Sporting Lissabon                                                                | \| 5. Gruppenspiel \| \| Mittwoch, 26. November 2008 um 20:45 Uhr in Lissabon (Estádio José Alvalade XXI) \| \| Zuschauer: 31.775 \| \| Schiedsrichter: Matteo Trefoloni ( Italien) \| \| Spielbericht \|                                                   | \| 5. Gruppenspiel \| \| Mittwoch, 26. November 2008 um 20:45 Uhr in Lissabon (Estádio José Alvalade XXI) \| \| Zuschauer: 31.775 \| \| Schiedsrichter: Matteo Trefoloni ( Italien) \| \| Spielbericht \|                               | FC Barcelona |
| Sporting Lissabon                                                                | Rui Patrício – Marco Caneira, Daniel Carriço, Ânderson Polga, Leandro Grimi – Miguel Veloso – João Moutinho , Bruno Pereirinha – Leandro Romagnoli (46. Derlei) – Yannick Djaló (73. Tiago Ferreira), Liédson (79. Hélder Postiga) Cheftrainer: Paulo Bento | Víctor Valdés – Dani Alves, Gerard Piqué, Rafael Márquez, Martín Cáceres – Xavi (74. Seydou Keita), Sergio Busquets, Eiður Guðjohnsen – Lionel Messi (57. Pedro), Thierry Henry (46. Bojan), Aljaksandr Hleb Cheftrainer: Pep Guardiola | FC Barcelona |
| Sporting Lissabon                                                                | 1:3 Veloso (65.) 2:3 Liédson (66.) | 0:1 Henry (14.) 0:2 Piqué (17.) 0:3 Messi (49.) 2:4 Caneira (67., Eigentor) 2:5 Bojan (73., Foulelfmeter) | FC Barcelona |
| Sporting Lissabon                                                                | Caneira (54.) | Busquets (33.), Márquez (63./2. gesperrt) | FC Barcelona |
| Sporting Lissabon                                                                | Patrício (71.) | | FC Barcelona |
| 5. Gruppenspiel                                                                  | | |              |
| Mittwoch, 26. November 2008 um 20:45 Uhr in Lissabon (Estádio José Alvalade XXI) | | |              |
| Zuschauer: 31.775                                                                | | |              |
| Schiedsrichter: Matteo Trefoloni ( Italien)                                      | | |              |
| Spielbericht                                                                     | | |              |

### FC Barcelona – Schachtar Donezk 2:3 (0:1)
| FC Barcelona                                                    | FC Barcelona | Schachtar Donezk | Schachtar Donezk |
| --------------------------------------------------------------- | --- | --- | ---------------- |
| FC Barcelona                                                    | \| 6. Gruppenspiel \| \| Dienstag, 9. Dezember 2008 um 20:45 Uhr in Barcelona (Camp Nou) \| \| Zuschauer: 22.763 \| \| Schiedsrichter: Michael Riley ( England) \| \| Spielbericht \|                      | \| 6. Gruppenspiel \| \| Dienstag, 9. Dezember 2008 um 20:45 Uhr in Barcelona (Camp Nou) \| \| Zuschauer: 22.763 \| \| Schiedsrichter: Michael Riley ( England) \| \| Spielbericht \|                                             | Schachtar Donezk |
| FC Barcelona                                                    | Albert Jorquera – Martín Cáceres, Gerard Piqué, Víctor Sánchez, Sylvinho – Víctor Vázquez, Sergio Busquets, Seydou Keita – Pedro (76. Eiður Guðjohnsen), Bojan, Aljaksandr Hleb Cheftrainer: Pep Guardiola | Andrij Pjatow – Darijo Srna , Oleksandr Kutscher, Dmytro Tschyhrynskyj, Răzvan Raț – Tomáš Hübschman – Jádson (66. Brandão), Oleksij Haj, Fernandinho (77. Luiz Adriano), Willian – Oleksandr Hladkyj Cheftrainer: Mircea Lucescu | Schachtar Donezk |
| FC Barcelona                                                    | 1:2 Sylvinho (60.) 2:3 Busquets (83.) | 0:1 Hladkyj (31.) 0:2 Hladkyj (57.) 1:3 Fernandinho (75.) | Schachtar Donezk |
| FC Barcelona                                                    | Bojan (50.) | Hübschman (65.), Brandão (86.), Adriano (87.), Hladkyj (87.), Kutscher (89.), Pjatow (90.) | Schachtar Donezk |
| 6. Gruppenspiel                                                 | | |                  |
| Dienstag, 9. Dezember 2008 um 20:45 Uhr in Barcelona (Camp Nou) | | |                  |
| Zuschauer: 22.763                                               | | |                  |
| Schiedsrichter: Michael Riley ( England)                        | | |                  |
| Spielbericht                                                    | | |                  |

### Abschlusstabelle der Gruppe C
| Pl. | Verein            | Sp. | S | U | N | Tore    | Diff. | Punkte |
| --- | ----------------- | --- | - | - | - | ------- | ----- | ------ |
| 1.  | FC Barcelona      | 6   | 4 | 1 | 1 | 018:800 | +10   | 13     |
| 2.  | Sporting Lissabon | 6   | 4 | 0 | 2 | 008:800 | ±0    | 12     |
| 3.  | Schachtar Donezk  | 6   | 3 | 0 | 3 | 011:700 | +4    | 09     |
| 4.  | FC Basel          | 6   | 0 | 1 | 5 | 002:160 | −14   | 01     |

## Achtelfinale

### Olympique Lyon – FC Barcelona 1:1 (1:0)
| Olympique Lyon                                                  | Olympique Lyon | FC Barcelona | FC Barcelona |
| --------------------------------------------------------------- | --- | --- | ------------ |
| Olympique Lyon                                                  | \| Achtelfinale, Hinspiel \| \| Dienstag, 24. Februar 2009 um 20:45 Uhr in Lyon (Stade Gerland) \| \| Zuschauer: 39.230 (ausverkauft) \| \| Schiedsrichter: Wolfgang Stark ( Deutschland) \| \| Spielbericht \|                               | \| Achtelfinale, Hinspiel \| \| Dienstag, 24. Februar 2009 um 20:45 Uhr in Lyon (Stade Gerland) \| \| Zuschauer: 39.230 (ausverkauft) \| \| Schiedsrichter: Wolfgang Stark ( Deutschland) \| \| Spielbericht \| | FC Barcelona |
| Olympique Lyon                                                  | Hugo Lloris – John Mensah, Cris, Jean-Alain Boumsong, Fabio Grosso – Jérémy Toulalan, Jean Makoun – Abdul Kader Keïta (88. Miralem Pjanić), Juninho (79. Kim Källström), Ederson (65. César Delgado) – Karim Benzema Cheftrainer: Claude Puel | Víctor Valdés – Dani Alves, Gerard Piqué, Rafael Márquez, Carles Puyol – Xavi, Yaya Touré, Sergio Busquets (77. Seydou Keita) – Lionel Messi, Samuel Eto’o, Thierry Henry Cheftrainer: Pep Guardiola            | FC Barcelona |
| Olympique Lyon                                                  | 1:0 Juninho (7.) | 1:1 Henry (67.) | FC Barcelona |
| Olympique Lyon                                                  | Toulalan (23.), Grosso (32.), Cris (88.) | Alves (34.), Puyol (61.), Busquets (63.) | FC Barcelona |
| Achtelfinale, Hinspiel                                          | | |              |
| Dienstag, 24. Februar 2009 um 20:45 Uhr in Lyon (Stade Gerland) | | |              |
| Zuschauer: 39.230 (ausverkauft)                                 | | |              |
| Schiedsrichter: Wolfgang Stark ( Deutschland)                   | | |              |
| Spielbericht                                                    | | |              |

### FC Barcelona – Olympique Lyon 5:2 (4:1)
| FC Barcelona                                                 | FC Barcelona | Olympique Lyon | Olympique Lyon |
| ------------------------------------------------------------ | --- | --- | -------------- |
| FC Barcelona                                                 | \| Achtelfinale, Rückspiel \| \| Mittwoch, 11. März 2009 um 20:45 Uhr in Barcelona (Camp Nou) \| \| Zuschauer: 86.378 \| \| Schiedsrichter: Tom Henning Øvrebø ( Norwegen) \| \| Spielbericht \|                                      | \| Achtelfinale, Rückspiel \| \| Mittwoch, 11. März 2009 um 20:45 Uhr in Barcelona (Camp Nou) \| \| Zuschauer: 86.378 \| \| Schiedsrichter: Tom Henning Øvrebø ( Norwegen) \| \| Spielbericht \|                                                  | Olympique Lyon |
| FC Barcelona                                                 | Víctor Valdés – Dani Alves, Gerard Piqué, Rafael Márquez, Sylvinho – Xavi , Yaya Touré, Andrés Iniesta (90.+2' Aljaksandr Hleb) – Lionel Messi, Samuel Eto’o (87. Bojan), Thierry Henry (75. Seydou Keita) Cheftrainer: Pep Guardiola | Hugo Lloris – François Clerc (46. Mathieu Bodmer), Cris, Jean-Alain Boumsong, Fabio Grosso – Jérémy Toulalan, Jean Makoun – César Delgado (61. Kim Källström), Juninho , Ederson (85. Abdul Kader Keïta) – Karim Benzema Cheftrainer: Claude Puel | Olympique Lyon |
| FC Barcelona                                                 | 1:0 Henry (25.) 2:0 Henry (27.) 3:0 Messi (40.) 4:0 Eto’o (43.) 5:2 Keita (90.+5') | 4:1 Makoun (44.) 4:2 Juninho (48.) | Olympique Lyon |
| FC Barcelona                                                 | Henry (45.+1') | Cris (12.), Delgado (49.), Grosso (64.), Makoun (70.), Toulalan (76.) | Olympique Lyon |
| FC Barcelona                                                 | Juninho (90.+1') | | Olympique Lyon |
| Achtelfinale, Rückspiel                                      | | |                |
| Mittwoch, 11. März 2009 um 20:45 Uhr in Barcelona (Camp Nou) | | |                |
| Zuschauer: 86.378                                            | | |                |
| Schiedsrichter: Tom Henning Øvrebø ( Norwegen)               | | |                |
| Spielbericht                                                 | | |                |

## Viertelfinale

### FC Barcelona – FC Bayern München 4:0 (4:0)
| FC Barcelona                                                 | FC Barcelona | FC Bayern München | FC Bayern München |
| ------------------------------------------------------------ | --- | --- | ----------------- |
| FC Barcelona                                                 | \| Viertelfinale, Hinspiel \| \| Mittwoch, 8. April 2009 um 20:45 Uhr in Barcelona (Camp Nou) \| \| Zuschauer: 93.219 \| \| Schiedsrichter: Howard Webb ( England) \| \| Spielbericht \|                                              | \| Viertelfinale, Hinspiel \| \| Mittwoch, 8. April 2009 um 20:45 Uhr in Barcelona (Camp Nou) \| \| Zuschauer: 93.219 \| \| Schiedsrichter: Howard Webb ( England) \| \| Spielbericht \|                                                           | FC Bayern München |
| FC Barcelona                                                 | Víctor Valdés – Dani Alves, Gerard Piqué, Rafael Márquez, Carles Puyol – Xavi, Yaya Touré (81. Sergio Busquets), Andrés Iniesta – Lionel Messi, Samuel Eto’o (90. Bojan), Thierry Henry (74. Seydou Keita) Cheftrainer: Pep Guardiola | Hans Jörg Butt – Massimo Oddo, Martín Demichelis, Breno, Christian Lell – Mark van Bommel – Hamit Altintop (46. Andreas Ottl), Bastian Schweinsteiger, Zé Roberto (77. José Ernesto Sosa), Franck Ribéry – Luca Toni Cheftrainer: Jürgen Klinsmann | FC Bayern München |
| FC Barcelona                                                 | 1:0 Messi (9.) 2:0 Eto’o (13.) 3:0 Messi (38.) 4:0 Henry (43.) | | FC Bayern München |
| FC Barcelona                                                 | Messi (17.), Márquez (90.+1'/3., gesperrt) | Lell (48.), Demichelis (57.) | FC Bayern München |
| Viertelfinale, Hinspiel                                      | | |                   |
| Mittwoch, 8. April 2009 um 20:45 Uhr in Barcelona (Camp Nou) | | |                   |
| Zuschauer: 93.219                                            | | |                   |
| Schiedsrichter: Howard Webb ( England)                       | | |                   |
| Spielbericht                                                 | | |                   |

### FC Bayern München – FC Barcelona 1:1 (0:0)
| FC Bayern München                                                | FC Bayern München | FC Barcelona | FC Barcelona |
| ---------------------------------------------------------------- | --- | --- | ------------ |
| FC Bayern München                                                | \| Viertelfinale, Rückspiel \| \| Dienstag, 14. April 2009 um 20:45 Uhr in München (Allianz-Arena) \| \| Zuschauer: 66.000 (ausverkauft) \| \| Schiedsrichter: Roberto Rosetti ( Italien) \| \| Spielbericht \|                           | \| Viertelfinale, Rückspiel \| \| Dienstag, 14. April 2009 um 20:45 Uhr in München (Allianz-Arena) \| \| Zuschauer: 66.000 (ausverkauft) \| \| Schiedsrichter: Roberto Rosetti ( Italien) \| \| Spielbericht \| | FC Barcelona |
| FC Bayern München                                                | Hans Jörg Butt – Christian Lell, Martín Demichelis, Lúcio, Philipp Lahm – Mark van Bommel , Andreas Ottl – José Ernesto Sosa (78. Hamit Altintop), Franck Ribéry, Zé Roberto (78. Tim Borowski) – Luca Toni Cheftrainer: Jürgen Klinsmann | Víctor Valdés – Dani Alves, Gerard Piqué, Carles Puyol , Éric Abidal – Xavi, Yaya Touré, Seydou Keita – Lionel Messi, Samuel Eto’o, Andrés Iniesta (78. Aljaksandr Hleb) Cheftrainer: Pep Guardiola             | FC Barcelona |
| FC Bayern München                                                | 1:0 Ribéry (47.) | 1:1 Keita (75.) | FC Barcelona |
| FC Bayern München                                                | Lúcio (36.), Demichelis (42.), Borowski (82.), Lell (84.) | Alves (18.), Puyol (25.) | FC Barcelona |
| Viertelfinale, Rückspiel                                         | | |              |
| Dienstag, 14. April 2009 um 20:45 Uhr in München (Allianz-Arena) | | |              |
| Zuschauer: 66.000 (ausverkauft)                                  | | |              |
| Schiedsrichter: Roberto Rosetti ( Italien)                       | | |              |
| Spielbericht                                                     | | |              |

## Halbfinale

### FC Barcelona – FC Chelsea 0:0
| FC Barcelona                                                  | FC Barcelona | FC Chelsea | FC Chelsea |
| ------------------------------------------------------------- | --- | --- | ---------- |
| FC Barcelona                                                  | \| Halbfinale, Hinspiel \| \| Mittwoch, 23. April 2009 um 20:45 Uhr in Barcelona (Camp Nou) \| \| Zuschauer: 95.231 \| \| Schiedsrichter: Wolfgang Stark ( Deutschland) \| \| Spielbericht \|                                         | \| Halbfinale, Hinspiel \| \| Mittwoch, 23. April 2009 um 20:45 Uhr in Barcelona (Camp Nou) \| \| Zuschauer: 95.231 \| \| Schiedsrichter: Wolfgang Stark ( Deutschland) \| \| Spielbericht \|                                                | FC Chelsea |
| FC Barcelona                                                  | Víctor Valdés – Dani Alves, Gerard Piqué, Rafael Márquez (52. Carles Puyol), Éric Abidal – Xavi , Yaya Touré, Andrés Iniesta – Lionel Messi, Samuel Eto’o (82. Bojan), Thierry Henry (87. Aljaksandr Hleb) Cheftrainer: Pep Guardiola | Petr Čech – Branislav Ivanović, Alex, John Terry , José Bosingwa – John Obi Mikel, Frank Lampard (71. Juliano Belletti) – Michael Essien, Michael Ballack (90.+5' Nicolas Anelka), Florent Malouda – Didier Drogba Cheftrainer: Guus Hiddink | FC Chelsea |
| FC Barcelona                                                  | Touré (37.), Puyol (74./3., gesperrt) | Alex (26.), Ballack (29.) | FC Chelsea |
| Halbfinale, Hinspiel                                          | | |            |
| Mittwoch, 23. April 2009 um 20:45 Uhr in Barcelona (Camp Nou) | | |            |
| Zuschauer: 95.231                                             | | |            |
| Schiedsrichter: Wolfgang Stark ( Deutschland)                 | | |            |
| Spielbericht                                                  | | |            |

### FC Chelsea – FC Barcelona 1:1 (1:0)
| FC Chelsea                                                     | FC Chelsea | FC Barcelona | FC Barcelona |
| -------------------------------------------------------------- | --- | --- | ------------ |
| FC Chelsea                                                     | \| Halbfinale, Rückspiel \| \| Mittwoch, 6. Mai 2009 um 20:45 Uhr in London (Stamford Bridge) \| \| Zuschauer: 37.857 \| \| Schiedsrichter: Tom Henning Øvrebø ( Norwegen) \| \| Spielbericht \|             | \| Halbfinale, Rückspiel \| \| Mittwoch, 6. Mai 2009 um 20:45 Uhr in London (Stamford Bridge) \| \| Zuschauer: 37.857 \| \| Schiedsrichter: Tom Henning Øvrebø ( Norwegen) \| \| Spielbericht \|                                         | FC Barcelona |
| FC Chelsea                                                     | Petr Čech – José Bosingwa, Alex, John Terry , Ashley Cole – Michael Ballack, Michael Essien, Frank Lampard – Nicolas Anelka, Didier Drogba (72. Juliano Belletti), Florent Malouda Cheftrainer: Guus Hiddink | Víctor Valdés – Dani Alves, Gerard Piqué, Yaya Touré, Éric Abidal – Xavi , Sergio Busquets (85. Bojan), Seydou Keita – Lionel Messi, Samuel Eto’o (90.+7' Sylvinho), Andrés Iniesta (90.+6' Eiður Guðjohnsen) Cheftrainer: Pep Guardiola | FC Barcelona |
| FC Chelsea                                                     | 1:0 Essien (9.) | 1:1 Iniesta (90.+3') | FC Barcelona |
| FC Chelsea                                                     | Essien (74.), Alex (77.), Ballack (90.+6'), Drogba (90.+8') | Alves (30./3., gesperrt), Eto’o (90.+1'), Iniesta (90.+4') | FC Barcelona |
| FC Chelsea                                                     | Abidal (66.) | | FC Barcelona |
| Halbfinale, Rückspiel                                          | | |              |
| Mittwoch, 6. Mai 2009 um 20:45 Uhr in London (Stamford Bridge) | | |              |
| Zuschauer: 37.857                                              | | |              |
| Schiedsrichter: Tom Henning Øvrebø ( Norwegen)                 | | |              |
| Spielbericht                                                   | | |              |

Die Spielleitung des Schiedsrichters Tom Henning Øvrebø  erwies sich als höchst umstritten.

## Finale

### FC Barcelona – Manchester United 2:0 (1:0)
| FC Barcelona                                                 | FC Barcelona | Manchester United | Manchester United |
| ------------------------------------------------------------ | --- | --- | ----------------- |
| FC Barcelona                                                 | \| Finale \| \| Mittwoch, 27. Mai 2009 um 20:45 Uhr in Rom (Stadio Olimpico) \| \| Zuschauer: 62.467 (ausverkauft) \| \| Schiedsrichter: Massimo Busacca ( Schweiz) \| \| Spielbericht \|                          | \| Finale \| \| Mittwoch, 27. Mai 2009 um 20:45 Uhr in Rom (Stadio Olimpico) \| \| Zuschauer: 62.467 (ausverkauft) \| \| Schiedsrichter: Massimo Busacca ( Schweiz) \| \| Spielbericht \|                                                                   | Manchester United |
| FC Barcelona                                                 | Víctor Valdés – Carles Puyol , Gerard Piqué, Yaya Touré, Sylvinho – Xavi, Sergio Busquets, Andrés Iniesta (90.+2' Pedro) – Lionel Messi, Samuel Eto’o, Thierry Henry (72. Seydou Keita) Cheftrainer: Pep Guardiola | Edwin van der Sar – John O’Shea, Rio Ferdinand, Nemanja Vidić, Patrice Evra – Anderson (46. Carlos Tévez), Michael Carrick, Ryan Giggs (75. Paul Scholes) – Cristiano Ronaldo, Wayne Rooney, Park Ji-sung (66. Dimitar Berbatow) Cheftrainer: Alex Ferguson | Manchester United |
| FC Barcelona                                                 | 1:0 Eto’o (10.) 2:0 Messi (71.) | | Manchester United |
| FC Barcelona                                                 | Piqué (16.) | Ronaldo (78.), Scholes (80.), Vidić (90.+3') | Manchester United |
| Finale                                                       | | |                   |
| Mittwoch, 27. Mai 2009 um 20:45 Uhr in Rom (Stadio Olimpico) | | |                   |
| Zuschauer: 62.467 (ausverkauft)                              | | |                   |
| Schiedsrichter: Massimo Busacca ( Schweiz)                   | | |                   |
| Spielbericht                                                 | | |                   |

## Galerie

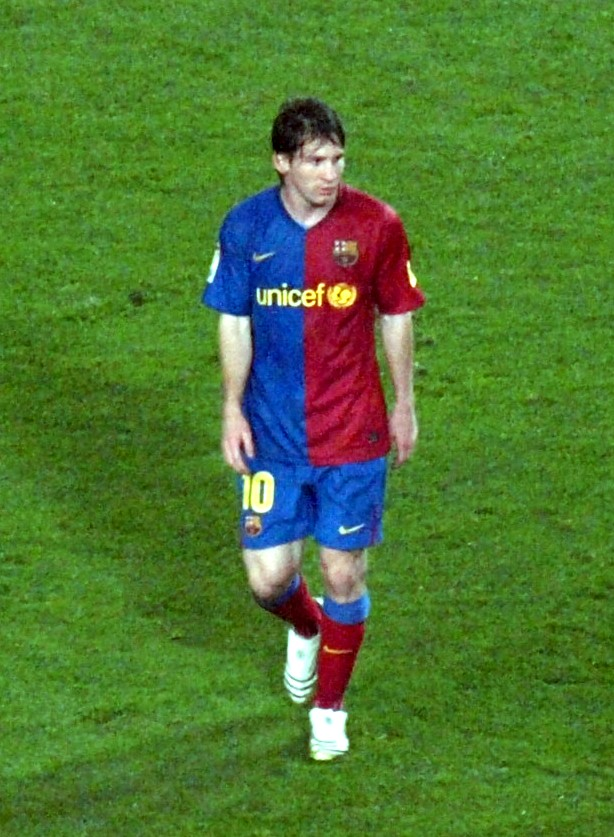
Lionel Messi
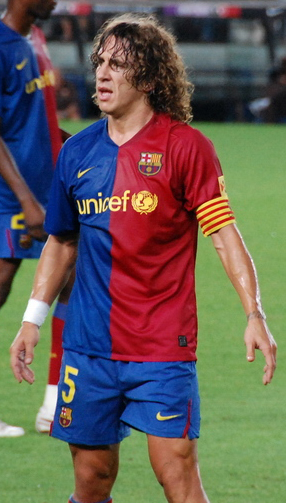
Carles Puyol
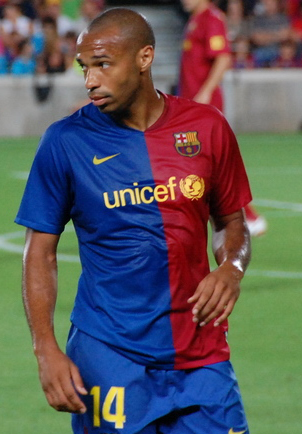
Thierry Henry
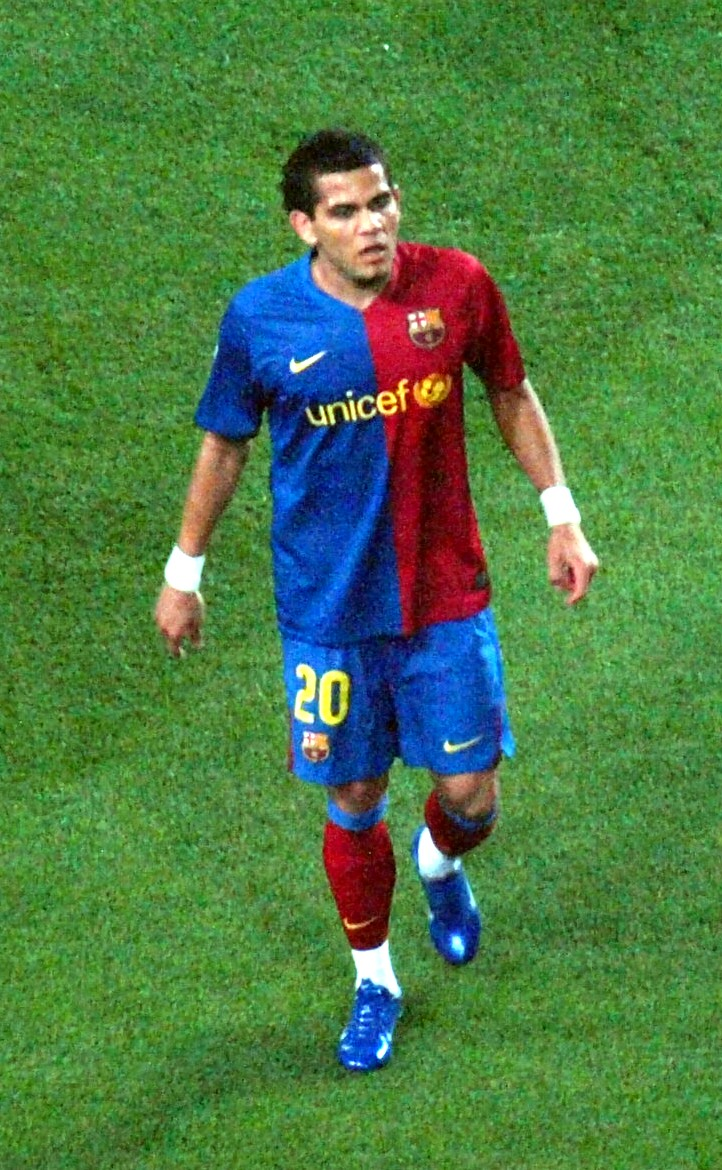
Dani Alves
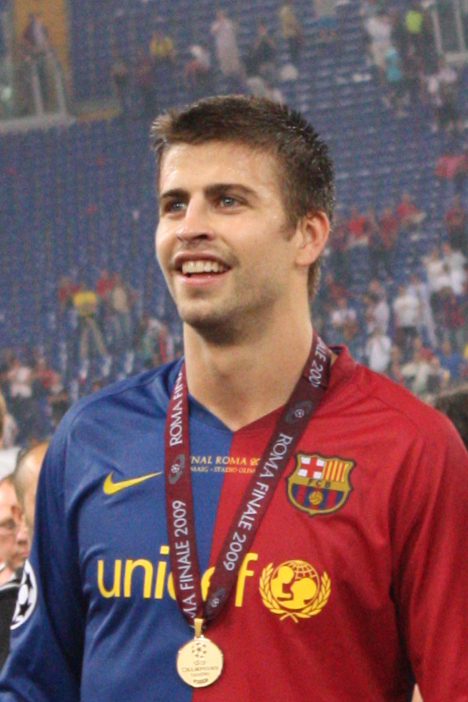
Gerard Piqué
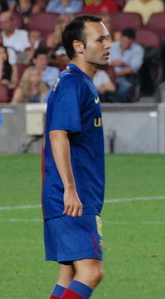
Andrés Iniesta
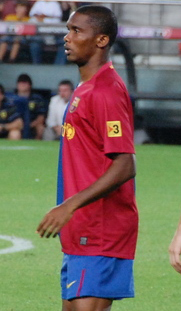
Samuel Eto’o
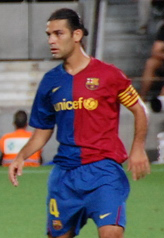
Rafael Márquez
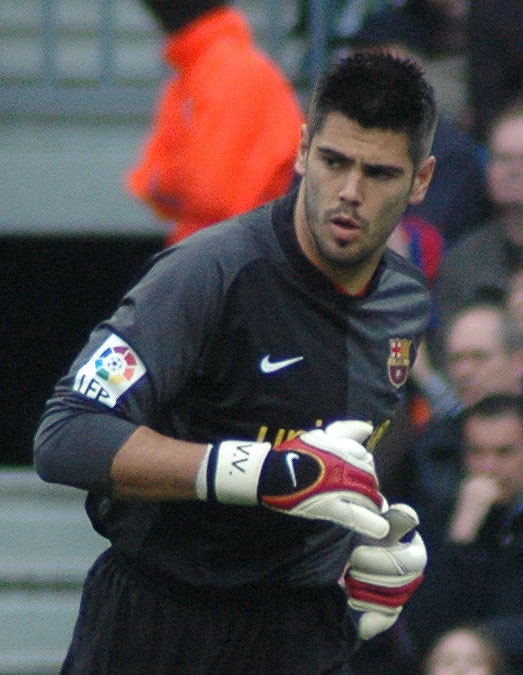
Víctor Valdés
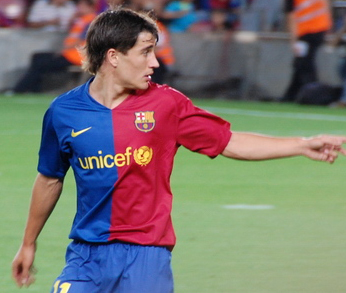
Bojan
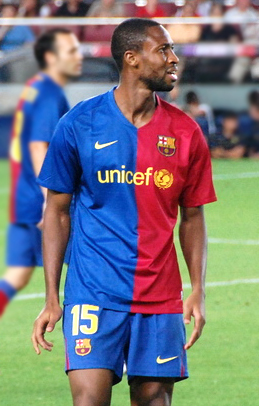
Seydou Keita
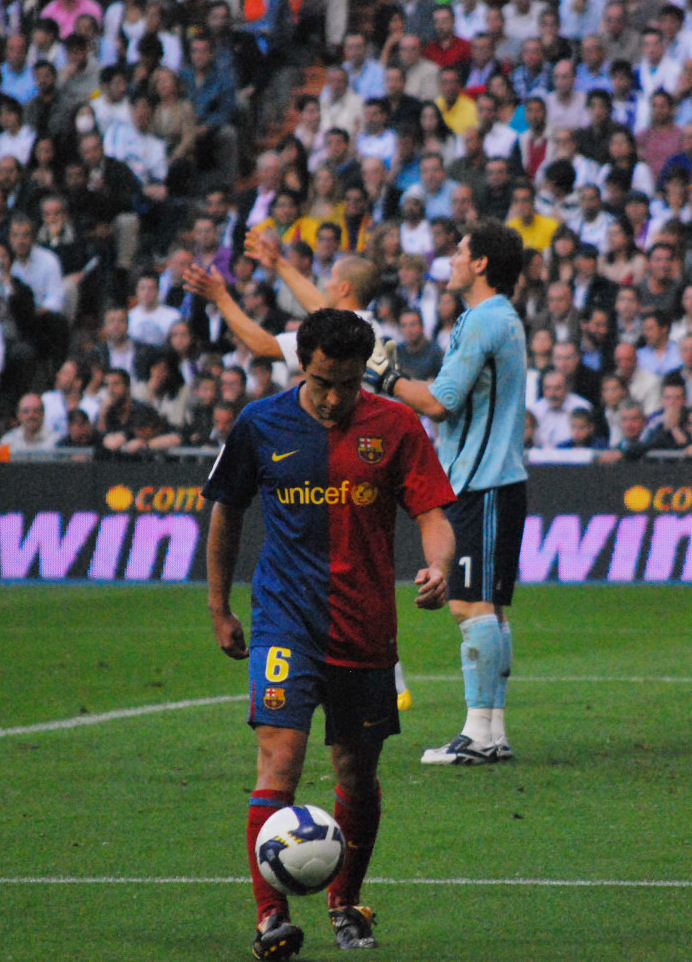
Xavi
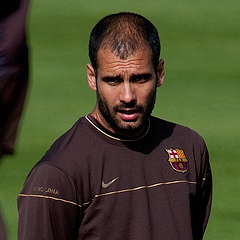
Pep Guardiola